# 普萊森特瓦利 (阿肯色州波普縣)
普萊森特瓦利（英語：Pleasant Valley）是位於美國阿肯色州波普縣的一個非建制地區。該地的面積和人口皆未知。

## 地理
普萊森特瓦利的座標為35°26′00″N 93°08′00″W / 35.43333°N 93.13333°W，而該地的平均海拔高度為160米（即525英尺）。